# Menedżer marki
Menedżer marki (ang. brand manager) – współcześnie funkcjonujący zawód, popularny w krajach wysoko rozwiniętych. Osoba zajmująca się zarządzaniem marką. Stanowisko najczęściej spotykane w branżach FMCG (fast-moving consumer goods – szybko zbywalnych dóbr) – przedsiębiorstwach produkcyjnych, związanych z przetwarzaniem informacji (IT) czy finansowych.

## Obowiązki zawodowe
Jest to osoba lub zespół osób koordynujących wszelkie działania związane z wprowadzeniem marki na rynek oraz dalszym zarządzaniem daną marką produktów. Do jego zadań należy między innymi: tworzenie planów i strategii rynkowych, koordynowanie badań i analiz marketingowych, opracowanie koncepcji akcji promocyjnych, współpraca przy tworzeniu strategii cenowych z działem sprzedaży, planowanie działań marketingowych służących budowaniu wizerunku marki, współpraca z agencjami reklamowymi i innymi podmiotami zewnętrznymi w trakcie realizacji przedsięwzięć promocyjnych.

## Wykształcenie, wymagania, rozwój
Praca w takim zawodzie wymaga zazwyczaj posiadania wyższego wykształcenia, na kierunkach związanych z zarządzaniem i marketingiem oraz doświadczenia, wiedzy i umiejętności związanych z szeroko pojętym marketingiem, reklamą, promocją i public relations. Jest to zawód nowoczesny i międzynarodowy, dlatego niezbędna jest znajomość języka angielskiego. W obrębie takiego zawodu istnieje dużo ścieżek rozwojowych i możliwości awansu.